# Alberto Quintana Moreno
Alberto Miguel Quintana Moreno (Villanueva del Trabuco, 5 de octubre de 2001) es un futbolista español que juega como centrocampista o defensa en el Antequera C. F. de la Primera Federación.

## Trayectoria
Nacido en Villanueva del Trabuco, se une al fútbol base del Málaga C. F. a los diez años de edad. El 3 de junio de 2019 renovó su contrato con el club hasta 2022 y ascendió al filial en la Tercera División, debutando el siguiente 25 de agosto al partir como titular en una victoria liguera por 4-0 frente al Alhaurín de la Torre C. F. Su primer gol llegó el 18 de octubre de 2020 en la victoria por 1-0 frente al Juventud de Torremolinos C. F.
Logró debutar con el primer equipo el 1 de diciembre de 2020 al entrar como suplente en los minutos finales de una victoria por 0-2 frente al C. F. Fuenlabrada en la Segunda División.
El 4 de julio de 2022 se marchó al Real Valladolid para jugar en su filial en la Segunda Federación. Tras una primera temporada como titular habitual, debutó con el primer equipo el 11 de agosto de 2023 al entrar como suplente en la segunda mitad de la victoria por 2-0 frente al Sporting de Gijón en la Segunda División.
El 19 de julio de 2024 llegó a un acuerdo por una temporada con el Real Unión Club. Jugó la mayoría de partidos de la Primera Federación y para la campaña 2025-26 se unió al Antequera C. F.

## Clubes
Actualizado a mayo de 2025.
| Club                     | País          | Año           | Partidos | Goles |
| ------------------------ | ------------- | ------------- | -------- | ----- |
| Atlético Malagueño       | España        | 2019-2022     | 72       | 5     |
| Málaga C. F.             | España        | 2020-2022     | 6        | 0     |
| Real Valladolid Promesas | España        | 2022-2024     | 49       | 1     |
| Real Valladolid C. F.    | España        | 2023-2024     | 8        | 1     |
| Real Unión Club          | España        | 2024-2025     | 36       | 0     |
| Antequera C. F.          | España        | 2025-act.     |          |       |
| Total carrera            | Total carrera | Total carrera | 171      | 7     |